# Ingen kan love dig i morgen
Ingen kan love dig i morgen er det tredje studiealbum af den danske sanger og sangskriver Rasmus Seebach. Det udkom 4. november 2013 på ArtPeople. Om albummets titel forklarer Seebach: "Vi har ét liv, og jeg synes, at det gælder om at få det bedste ud af det, vi har, i stedet for at gå og bekymre os om i morgen, og lige netop dét, tror jeg rent faktisk er lettere sagt end gjort". Førstesinglen "Olivia" er en sang om en teenagekæreste Seebach føler han har "mistet på vejen".
Albummet er skrevet i samarbejde med Lars Ankerstjerne og storebroren Nicolai. Sammenlignet med det forrige album, Mer' end kærlighed (2011), er det ifølge Seebach musikalsk "mere legende og eksperimenterende end tidligere" og "med lidt mere skramlede produktioner". Ingen kan love dig i morgen fik overvejende positive anmeldelser, debuterede på førstepladsen af album-hitlisten, med 49.332 solgte eksemplarer i den første uge. Dette gjorde Ingen kan love dig i morgen til det hurtigst sælgende album, siden Nielsen Music begyndte at opgøre danske hitlister i 1993.

## Singler
"Olivia" udkom som albummets første single fredag den 13. september 2013. Samme dag optråde Rasmus Seebach med sangen til sæsonpremieren af Vild med dans på TV 2. "Olivia" handler om en pige, som Seebach var kæreste med i teenageårene, som han føler han ikke kan kende mere: "Jeg husker den her dejlige og naturlige pige, der ikke tog det så højtideligt. Er hun der stadig? Bag det overfladiske. [...] Jeg tror, alle kender nogen, de føler, at de har mistet på vejen." "Olivia" solgte 16.000 downloads og gik derfor direkte ind som nummer ét på download-hitlisten. Dette er det største antal solgte downloads på én uge, en rekord som Seebach tidligere havde opnået med 15.000 solgte downloads for "I mine øjne" (2011). I starten af oktober 2013 modtog "Olivia" platin for 30.000 downloads, og i slutningen af januar 2014 fire-dobbelt platin for 7,2 millioner streams.
Albummets åbningsnummer, "Sandstorm", blev udgivet som andensingle den 11. november 2013. Den 9. november optrådte Rasmus Seebach med sangen til Danish Music Awards 2013, der blev sendt på TV 2. "Sandstorm" har opnået et førsteplads på download-hitlisten. Singlen modtog i slutningen af december guld for 1,8 millioner streams.

## Modtagelse

### Kritisk modtagelse
Ingen kan love dig i morgen modtog overvejende positive anmeldelser. BT's anmelder gav albummet seks ud af seks stjerner med ordene: "Det svinger fra den mest tidløse og smittende pop over skøn gammeldags swing-rock og slutter af med nogle af de flotteste ballader, Rasmus nogensinde har skrevet." Anders Houmøller Thomsen gav fem ud af seks stjerner i Jyllands-Posten og skrev, at Seebach "lykkes med en sympatisk videreudvikling uden at spille hasard med det diamant-glimtende koncept. Sangene cirkler fortsat om tosomhedens lykkestunder og kvaler med romantisk udjævning af skarpe kanter. Det er hverken mere eller mindre banalt end på de to tidligere album, men Seebach virker uanstrengt og endda inspireret mundret". Mest kritisk var Politiken, der kaldte albummets tekster for "klichétunge" og "skabelonagtige", og gav det to ud af seks hjerter.

### Salg
Ingen kan love dig i morgen solgte 19.000 eksemplarer på udgivelsesdagen, den 4. november 2013, heraf var 13.000 af dem CD'er.
Albummet debuterede på førstepladsen af album-hitlisten, med 49.332 solgte eksemplarer i den første uge. Dermed slog Ingen kan love dig i morgen Seebachs egen rekord for flest solgte album på én uge (siden hitlisternes opgørelse i 1993), som han satte med over 42.000 eksemplarer af Mer' end kærlighed (2011). Med salget i åbningsugen blev Ingen kan love dig i morgen desuden årets bedste sælgende album. Efter yderligere én uge solgte albummet 19.103 eksemplarer, og forsvarede dermed sin førsteplads. Albummet var det bedst sælgende i 2013 og 2014. I november 2020 modtog albummet 13 gange platin for 260.000 eksemplarer.

## Spor
| #   | Titel                         | Sangskriver(e)                                                          | Producer(e)                                         | Længde |
| --- | ----------------------------- | ----------------------------------------------------------------------- | --------------------------------------------------- | ------ |
| 1.  | "Sandstorm"                   | Rasmus Seebach, Nicolai Seebach, Lars Ankerstjerne                      | Seebach & Seebach, Ankerstjerne[a]                  | 3:21   |
| 2.  | "Øde ø"                       | R. Seebach, N. Seebach, Ankerstjerne, Daniel Davidsen, Peter Wallevik   | Davidsen, Wallevik                                  | 4:11   |
| 3.  | "I min t-shirt"               | R. Seebach, N. Seebach, Ankerstjerne, Vincent Pontare, Johan Wetterberg | Seebach & Seebach, Ankerstjerne[a]                  | 3:31   |
| 4.  | "Olivia"                      | R. Seebach, N. Seebach, Ankerstjerne                                    | Seebach & Seebach, Ankerstjerne[a]                  | 3:44   |
| 5.  | "Tusind farver"               | R. Seebach, N. Seebach, Ankerstjerne                                    | Seebach & Seebach, Ankerstjerne[a], Peter Düring[b] | 3:33   |
| 6.  | "En verden uden dig"          | R. Seebach, N. Seebach, Ankerstjerne                                    | Seebach & Seebach, Ankerstjerne[a]                  | 4:03   |
| 7.  | "Hjemløs"                     | R. Seebach, N. Seebach, Ankerstjerne                                    | Seebach & Seebach, Ankerstjerne[a]                  | 3:50   |
| 8.  | "Fri"                         | R. Seebach, N. Seebach, Ankerstjerne                                    | Seebach & Seebach, Ankerstjerne[a]                  | 3:24   |
| 9.  | "De ka' sig' hva' de vil"     | R. Seebach, N. Seebach, Ankerstjerne                                    | Seebach & Seebach, Ankerstjerne[a]                  | 2:55   |
| 10. | "Venner"                      | R. Seebach, N. Seebach, Ankerstjerne                                    | Seebach & Seebach, Ankerstjerne[a]                  | 3:41   |
| 11. | "Ingen kan love dig i morgen" | R. Seebach, N. Seebach, Ankerstjerne                                    | Seebach & Seebach, Ankerstjerne[a]                  | 2:45   |
| 12. | "Du' det dejligste"           | Tommy Seebach, Ivan Pedersen                                            | Seebach & Seebach, Martin Sommer                    | 3:24   |

Noter
- ↑[a] angiver co-producer
- ↑[b] angiver yderligere produktion

## Medvirkende
| - Rasmus Seebach – sangskriver, producer, vokalproducer, piano, keyboards, percussion, strygerarrangement, kor, trommeprogrammering, programmering, ølkor - Nicolai Seebach – sangskriver, producer, vokalproducer, trommeprogrammering, percussion, programmering, ølkor - Lars Ankerstjerne – sangskriver, co-producer - Daniel Davidsen – sangskriver, producer, guitar, percussion, banjo - Peter Wallevik – sangskriver, producer - Vincent Pontare – sangskriver - Johan Wetterberg – sangskriver - Peter Düring – ekstra produktion, ekstra trommer, ølkor - Tommy Seebach – sangskriver - Ivan Pedersen – sangskriver - Martin Sommer – producer, piano - Mikkel Riber – bas - Ketil Duckert – trompet - Gustav Rasmussen – trombone - Thomas Edinger – saxofon, irsk fløjte | - Jørgen Lauritsen – strygerarrangement - Mads Nilsson – mixer - Niklas Flyckt – mixer - Anders Schumann – mixer - Julie Lindell – gospelkor arrangement - Julie Lindell Gospelkor – gospelkor - Bjarke Falgren – violin, cello, bratsch, strygerarrangement - Jonas Rendbo – kor, ølkor - Mads Løkkegaard – kor, ølkor - Sieber – ølkor - Björn Engelmann – mastering - Andreas Orlowitz – 1. violin - Philippe Benjamin Skow – 2. violin - Andreas Birk – bratsch - Adam Stadnicki – cello |

## Hitlister og certificeringer
| Hitliste (2013) | Højeste placering |
| --------------- | ----------------- |
| Danmark         | 1                 |
| Sverige         | 38                |

| Hitliste (2013) | Placering |
| --------------- | --------- |
| Danmark         | 1         |
| Hitliste (2014) | Placering |
| Danmark         | 1         |
| Hitliste (2015) | Placering |
| Danmark         | 8         |
| Hitliste (2016) | Placering |
| Danmark         | 32        |
| Hitliste (2017) | Placering |
| Danmark         | 23        |
| Hitliste (2018) | Placering |
| Danmark         | 28        |
| Hitliste (2019) | Placering |
| Danmark         | 29        |
| Hitliste (2020) | Placering |
| Danmark         | 37        |
| Hitliste (2021) | Placering |
| Danmark         | 27        |
| Hitliste (2022) | Placering |
| Danmark         | 22        |
| Hitliste (2023) | Placering |
| Danmark         | 23        |
| Hitliste (2024) | Placering |
| Danmark         | 21        |

#### Certificeringer
| Land (Organisation) | Certificering |
| ------------------- | ------------- |
| Danmark (IFPI)      | 13× Platin    |

### Singler
| 2013                                                             | "Olivia"    | 1 | 1 | 1 | - Platin (download) - 4× Platin (streaming) |
| 2013                                                             | "Sandstorm" | 1 | 2 | 6 | - Guld (download) - Platin (streaming)      |
| 2014                                                             | "Øde ø"     | 7 | 3 | 9 | - Guld (download) - 2× Platin (streaming)   |
| "—" markerer en udgivelse der ikke opnåede en hitlisteplacering. |             |   |   |   |                                             |

## Udgivelseshistorik
| Land    | Dato              | Format       | Pladeselskab    |
| ------- | ----------------- | ------------ | --------------- |
| Danmark | 4. november 2013  | CD, download | ArtPeople       |
| Sverige | 15. november 2013 | CD, download | Universal Music |
| Norge   | 18. november 2013 | CD, download | Cosmos          |